# Костыли (Челябинская область)
Костыли́ — деревня в Сосновском районе Челябинской области. Входит в состав Кременкульского сельского поселения.
Деревня была основана в конце XVIII века (по одной из версий в 1740-х годах) как казачий выселок. Первопоселенцами стали некие С. И. Костылев и О. И. Кабанов, по фамилии одного из них деревня получила название.
Отсутствует инфраструктура

## География
Деревня расположена на берегу реки Миасс. Расстояние до районного центра села Долгодеревенского 36 км. Расстояние до областного центра города Челябинска 19 км.
Расположена внутри Харлушёвского заказника. Выезд за пределы деревни запрещён. Места обитания лося, косули, бобра, тетерева и др.

## Население
| 2002 | 2010 |
| ---- | ---- |
| 16   | ↗28  |

По данным Всероссийской переписи, в 2010 году численность населения деревни составляла 28 человек (18 мужчин и 10 женщин).

## Улицы
Уличная сеть деревни состоит из 5 улиц.
Ленина,
8 Марта,
Центральная,
Луговая,
Казачья.